# Aletis macularia
Aletis macularia là một loài bướm đêm trong họ Geometridae.